# Paul L. Patterson
Paul Linton Patterson, född 18 juli 1900 i Kent, Ohio, död 31 januari 1956 i Portland, Oregon, var en amerikansk republikansk politiker. Han var Oregons guvernör från 1952 fram till sin död.
Patterson avlade 1923 kandidatexamen och 1926 juristexamen vid University of Oregon. Därefter var han verksam som advokat i Oregon och mellan 1945 och 1952 satt han i Oregons senat. Han var talman i Oregons senat 1951–1952.
Patterson efterträdde 1952 Douglas McKay som guvernör. I januari 1956 avled han i ämbetet och gravsattes sedan i Portland.